# آریرانگ
«آریرانگ» (아리랑؛ [a. ɾi. ɾaŋ]) یک ترانهٔ فولک کره‌ای است. در حدود ۳۶۰۰ نسخهٔ متفاوت از این ترانه وجود دارد که در همهٔ آن‌ها عبارتی شبیه "Arirang, arirang, arariyo (아리랑, 아리랑, 아라리요)" وجود دارد. تخمین زده می‌شود که این ترانه بیش از ۶۰۰ سال قدمت دارد.
«آریرانگ» دوبار در فهرست میراث فرهنگی ناملموس یونسکو به ثبت رسیده‌است. کره جنوبی با موفقیت این ترانه را برای گنجاندن در فهرست یونسکو در سال ۲۰۱۲ ارائه کرد. همچنین کره شمالی نیز موفق شد این ترانه را برای گنجاندن در فهرست در سال ۲۰۱۴ تحویل بدهد. در سال ۲۰۱۵، اداره میراث فرهنگی کره جنوبی این ترانه را به فهرست میراث فرهنگی ناملموس مهم افزود.
امروزه این ترانه هم در کره شمالی و هم در کره جنوبی خوانده می‌شود، و نماد وحدت در منطقه‌ای است که با جنگ کره تقسیم شده‌است.